# Magnesiumfosfide
Magnesiumfosfide is een anorganische verbinding van magnesium en fosfor met als brutoformule Mg3P2. De stof komt voor als een gele tot groene vaste stof met een knoflookachtige geur.

## Synthese
Magnesiumfosfide wordt bereid door de reactie van fijn verdeeld magnesium en gele fosfor bij hoge temperaturen (tussen 300 en 600 °C) onder inerte atmosfeer en in de aanwezigheid van een katalysator (jood, chloor, broom of een verbinding daarvan):
{\displaystyle {\ce {6Mg + P4 -> 2Mg3P2}}}

## Toepassingen
Magnesiumfosfide wordt gebruikt als verdelgingsmiddel tegen knaagdieren en insecten. Magnesiumfosfide- of aluminiumfosfide-houdende korrels of tabletten worden in mollengangen of in gesloten opslagruimten of containers geplaatst, waar ze door contact met de luchtvochtigheid fosfine afgeven. Ze kunnen ook gemengd worden met het voedsel van knaagdieren; in de maag reageert het magnesiumfosfide met maagzuur en vormt daarbij fosfine.
Een merknaam is Detiaphos R (Detia-Degesch GmbH).

## Toxicologie en veiligheid
Magnesiumfosfide reageert met water en luchtvochtigheid, met vorming van het zeer giftige gas fosfine:
{\displaystyle {\ce {Mg3P2 + 6H2O -> 2PH3 + 3Mg(OH)2}}}
Ook met zuren reageert de verbinding hevig. Magnesiumfosfide is irriterend voor de ogen en de luchtwegen.